# 浜名バイパス

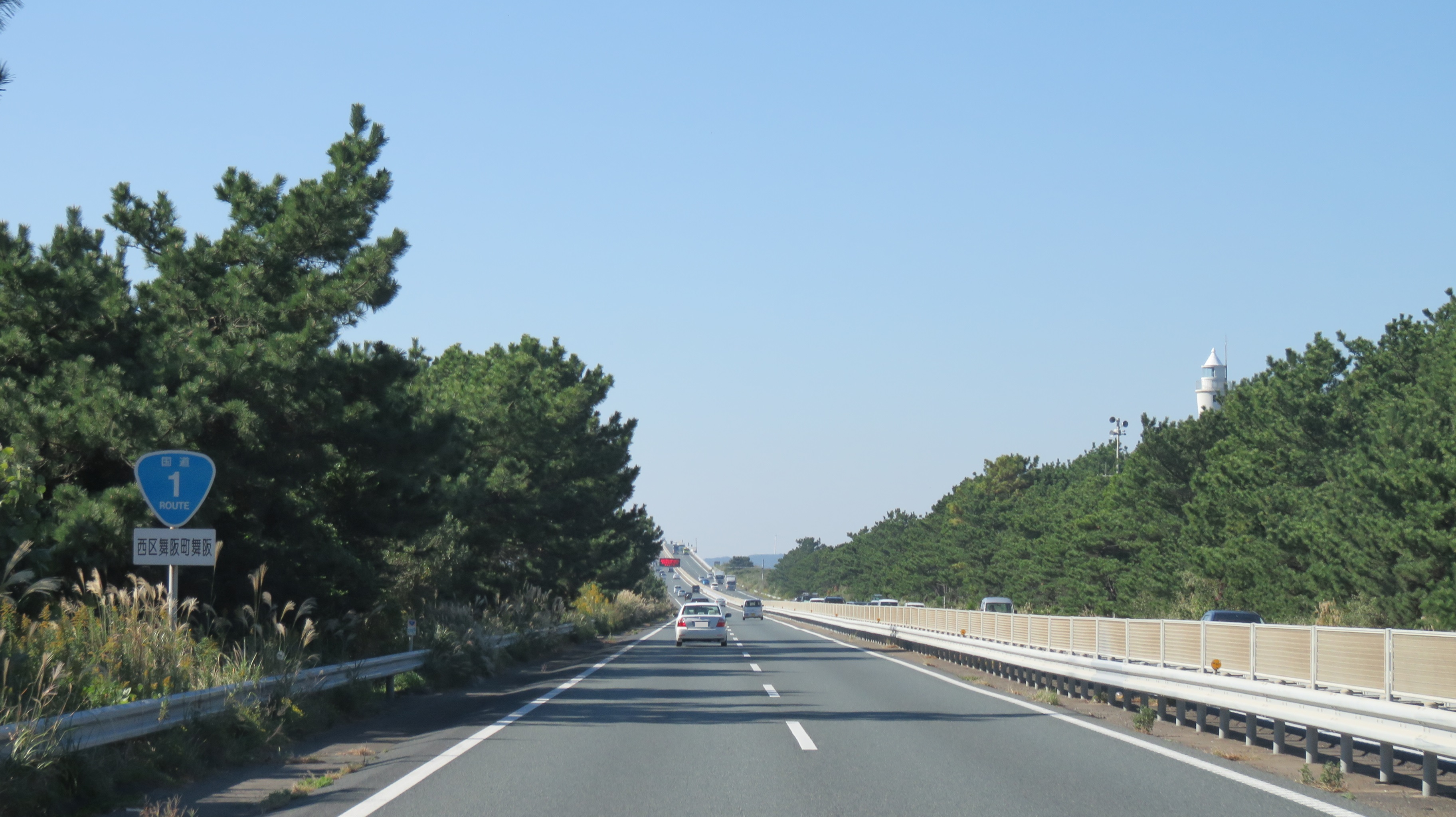
浜名バイパス
静岡県浜松市西区（現・中央区）舞阪町

浜名バイパス（はまなバイパス）は、静岡県浜松市中央区から静岡県湖西市を結ぶ、全線4車線の国道1号（国道42号重用）バイパスである。
かつては有料道路であったが、2005年（平成17年）に無料開放された。自動車専用道路のため、歩行者・自転車・原動機付自転車・125 cc以下の二輪車及びミニカーは通行禁止となっている。

## 概要

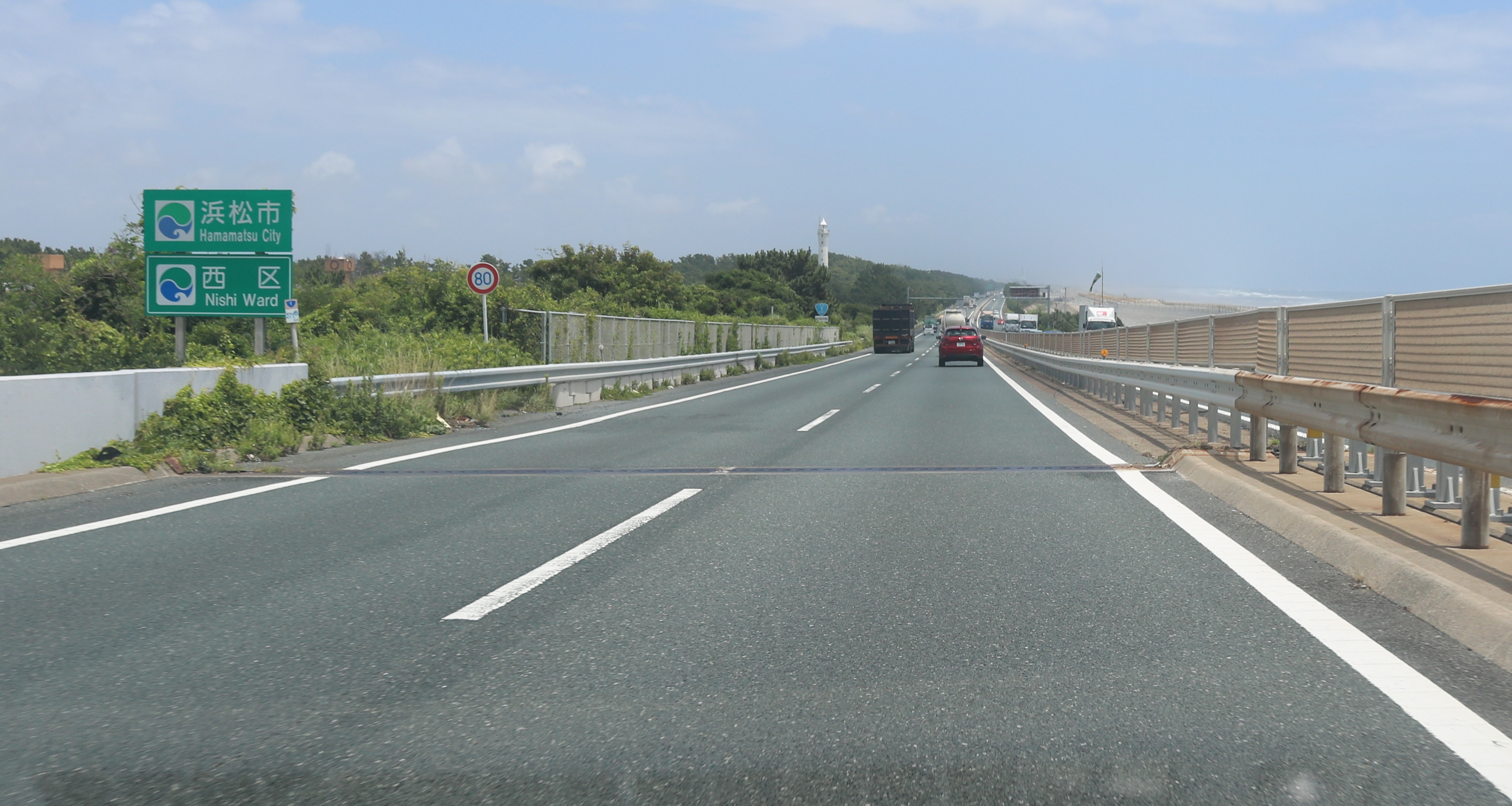
浜名バイパス、4車線（片側2車線）、制限速度が80 km/hの区間、浜松市西区（現・中央区）舞阪町にて

豊橋浜松道路を構成する地域高規格道路のひとつであり、浜名湖の最南端部である「今切口」を浜名大橋で通過する。潮見バイパスに接続する事で、豊橋と浜松の郊外同士の区間であれば約15 - 20分、中心市街地間では約40 - 60分で結ぶ。東名高速道路は両市とも市街地から離れた北側を通過するため、豊橋と浜松の都市間移動にはこの道路がよく利用されている。更に、2013年（平成25年）6月に国道23号豊橋東バイパスが全線開通した事から当バイパス・潮見バイパス・豊橋東バイパス・豊橋バイパスとも連結しており、豊橋バイパスの豊川為当IC（豊川市）まで直通で行ける様になっている。又、2025年3月8日に蒲郡バイパスが全線開通した為、当バイパスから国道23号名豊道路と連結して名古屋市内迄直通且つ信号無しで行ける様になった。高規格道路のため、制限速度が80 km/h、信号は1箇所も無く片側2車線のため流れがきわめて良いが、坪井IC以東は制限速度が60 km/hに指定されている。
- 起点：静岡県浜松市中央区篠原町（篠原IC）
- 終点：静岡県湖西市新居町浜名（大倉戸IC）
- 全長：12.7 km
- 車線数：4車線
- 設計会社：日本構造橋梁研究所

## 歴史
- 1978年（昭和53年）3月24日：日本道路公団が管理する一般有料道路として供用開始。
- 1997年（平成9年）6月 - 料金値下げ（普通車 : 250円→200円）。
- 1999年（平成11年）4月1日 - 夜間（22:00 - 翌6:00）東海4バイパスの他の道路（藤枝バイパス・掛川バイパス・磐田バイパス）と同時に無料化。
- 2005年（平成17年）3月30日22時：国土交通省が日本道路公団よりバイパスを買い取る（国と静岡県が費用を負担）事によって、東海4バイパスの他の道路と同時に無料開放。
- 2014年（平成26年）2月15日12時：新居弁天ICの通行形態を変更[2]。
- 2016年（平成28年）4月1日：国道1号の本線機能が当バイパスに一本化された[3]。
  - これに伴い従来の路線のうち、国道301号との重複区間であった篠原交差点 - 栄町交差点（湖西市新居町新居）間は同国道の単独区間に、栄町交差点 - 大倉戸IC入口交差点（湖西市新居町浜名）間は静岡県道417号新居浜名線に各々指定変更された。また、先述の2区間は国道42号との重複区間でもあったが、国道42号は重複という形で当バイパスに編入された。なお、大倉戸IC以西は引き続き現在の路線のままである。

## 接続するバイパスの位置関係
（東京方面）浜松バイパス - 浜名バイパス - 潮見バイパス（大阪方面）

## インターチェンジなど

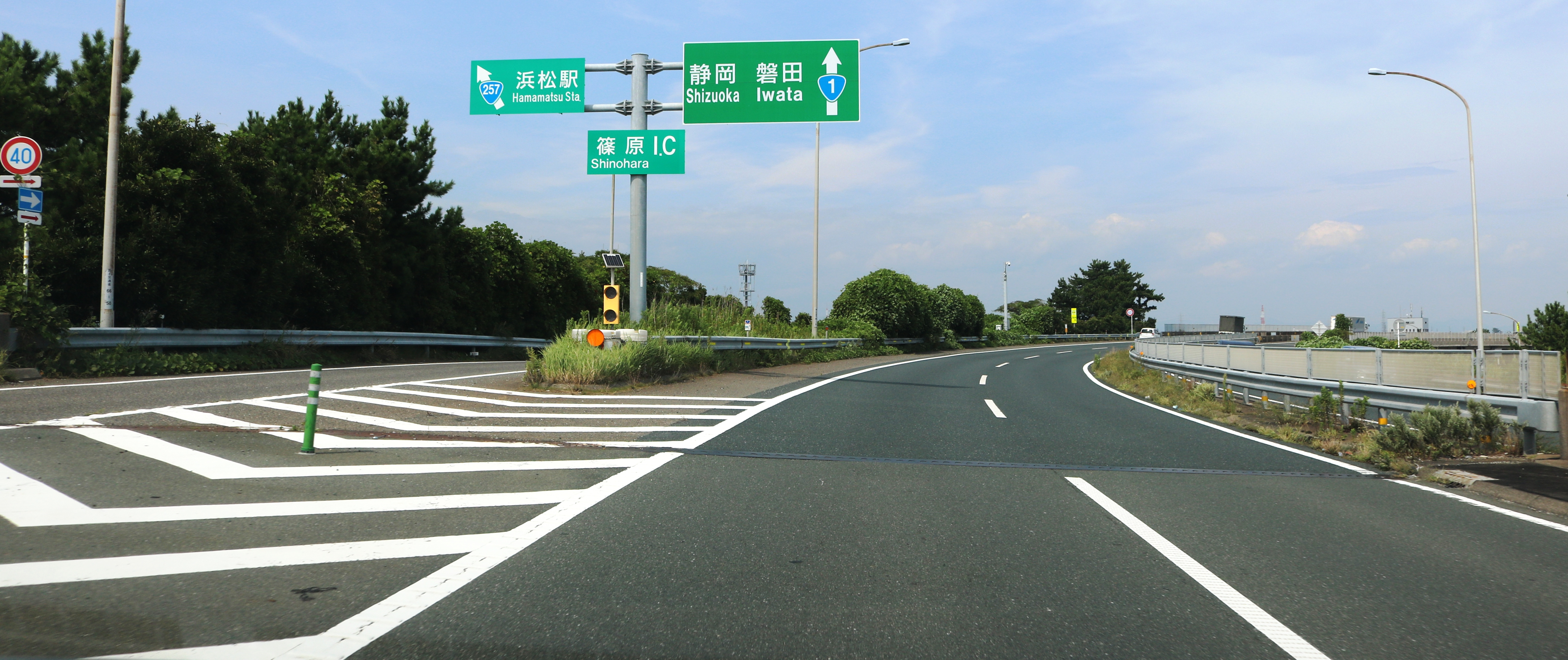
篠原IC
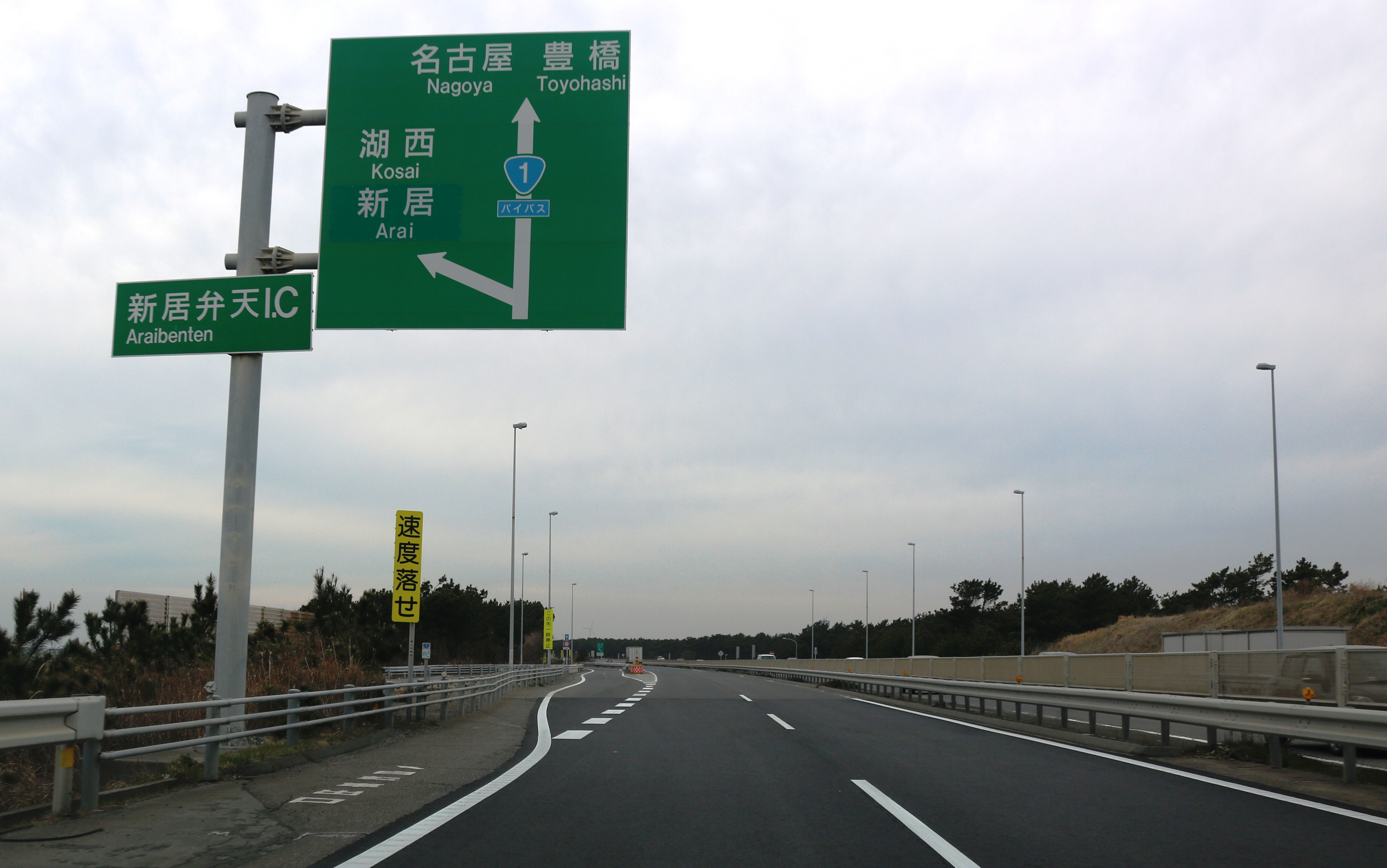
新居弁天IC
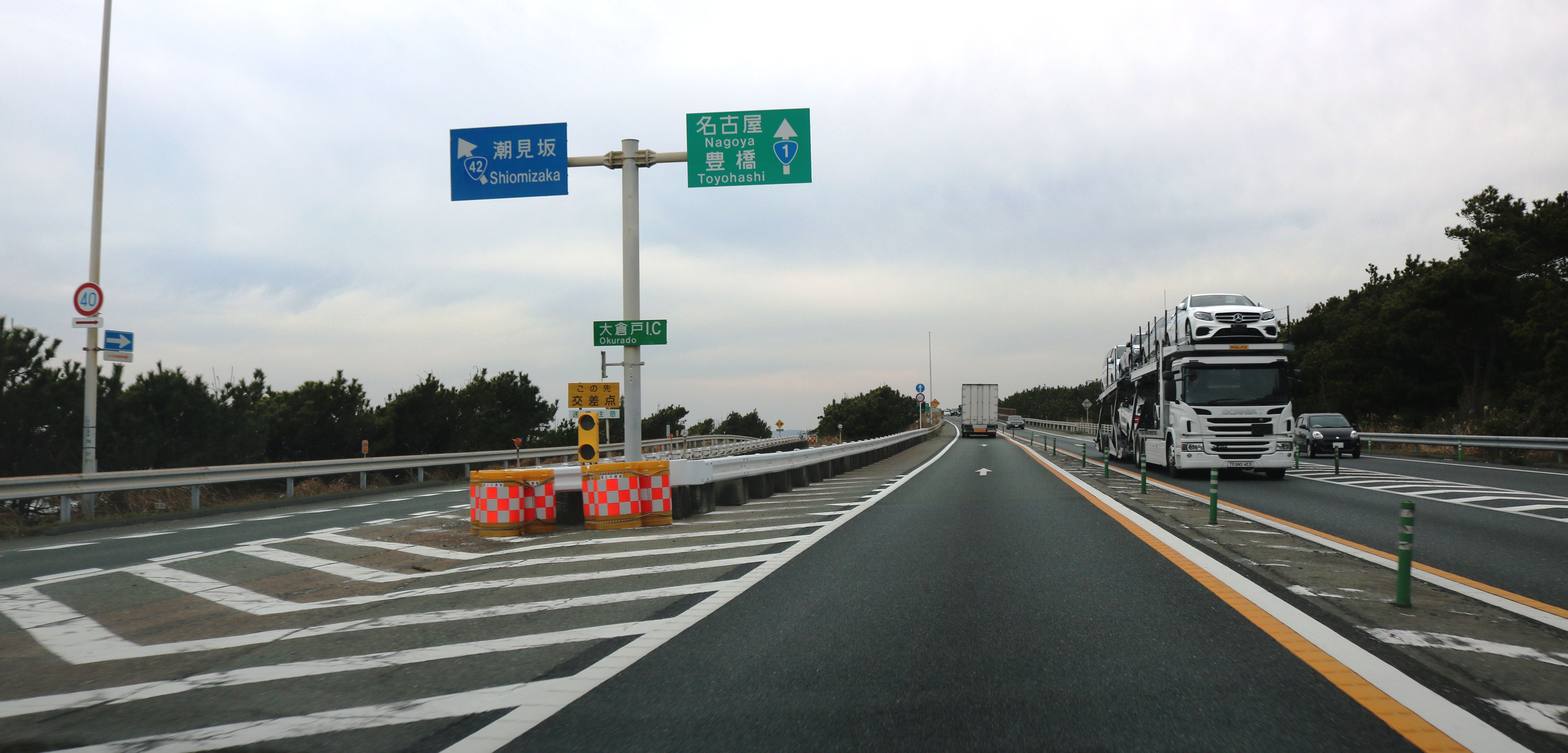
大倉戸IC

| 施設名                                  | 接続路線名                        | 備考                   | 所在地       |
| --------------------------------------- | --------------------------------- | ---------------------- | ------------ |
| 国道1号（浜松バイパス）磐田・静岡方面   |                                   |                        |              |
| 篠原IC                                  | 国道257号、国道301号              | 豊橋・名古屋方面出入口 | 浜松市中央区 |
| 坪井IC                                  | 静岡県道65号浜松環状線            |                        | 浜松市中央区 |
| 馬郡IC                                  | 静岡県道49号細江舞阪線            | 豊橋・名古屋方面出入口 | 浜松市中央区 |
| 新居弁天IC                              |                                   |                        | 湖西市       |
| 大倉戸IC                                | 国道42号、静岡県道417号新居浜名線 | 磐田・静岡方面出入口   | 湖西市       |
| 国道1号（潮見バイパス）豊橋・名古屋方面 |                                   |                        |              |

- 篠原IC
- 新居弁天IC
- 大倉戸IC

## 主な構造物
| 区間                | 施設名     | 完成年 | 全長    | 備考（構造、その他）              |
| ------------------- | ---------- | ------ | ------- | --------------------------------- |
| 篠原IC - 坪井IC     | 篠原高架橋 |        |         |                                   |
| 坪井IC              | 坪井橋     |        |         |                                   |
| 馬郡IC - 新居弁天IC | 浜名大橋   | 1976年 | 631.8 m | PC5径間連続有ヒンジラーメン箱桁橋 |